# Monumento a los Héroes de la Restauración
El Monumento a los Héroes de la Restauración, conocido también como el Monumento de Santiago, está erigido en la ciudad de Santiago de los Caballeros en la República Dominicana para conmemorar el centésimo aniversario de la independencia del país.
Originalmente fue nombrado como el Monumento de la Paz de Trujillo y fue parte de una serie de obras de distintas índoles construidas en Santiago de los Caballeros en la misma época. Su construcción inició y finalizó en 1944, pero solo fue inaugurado en 1953.

## Inicios
El monumento está construido sobre el cerro del Castillo, que forma parte de una de las cinco grandes zonas geomorfológicas que conforman el relieve de Santiago de los Caballeros. Este cerro posee una altitud de 175 metros sobre el nivel del mar y marca el límite oriental de la zona más plana de la ciudad, hacia la cual fue trasladada desde Jacagua tras el terremoto de 1562.
El monumento, según el Rafael F. Bonnelly, fue idea de un grupo de eminentes santiagueros que la construcción de un monumento en el cerro del Castillo. Henry Gazón Bona, mayor del Ejército Nacional, ingeniero y arquitecto, fue el diseñador y proyectista del mismo. El ingeniero Mauricio Álvarez Perelló estuvo a cargo de su construcción junto con Julio César Menicucci Rodríguez, maestro de obra.

## Características
Se trata de una torre de unos 70 metros de alto, cubierta parcialmente de mármol. En su interior hay murales conmemorativos del pintor español Vela Zanetti y una escalera con 365 peldaños que lleva hasta la cúspide. Su ornamentación está constituida por una serie de cornisas de artesón, en armonía con toda la obra, completándose el conjunto con columnas estilo jónico con pisos y zócalos de mármol, además de lámparas de cristal de roca.
El interior del monumento funciona un museo sobre los héroes de la Restauración, que se hizo público luego de su remodelación. Los santiagueros se congregan al pie de la torre, en la cima de la colina, para contemplar la ciudad.
Por su silueta característica y su popularidad entre la gente de todo el país, el Monumento a los Héroes de la Restauración  se ha convertido en el principal símbolo de Santiago de los Caballeros y de la región del Cibao.
Es una de las obras más reconocidas de todo el país y una de sus atracciones turísticas. En febrero se decoran sus alrededores en conmemoración del carnaval dominicano, así como el 1 de enero de cada año, fecha en la cual las personas se acercan para presenciar el momento del 'cañonazo' y a desearse feliz año nuevo.

## Monumento a la Paz de Trujillo
El 30 de abril de 1944, la entonces gobernadora de Santiago de los Caballeros, Isabel Mayer, realizó el primer picazo para la construcción de este monumento, en ese entonces rondó vagamente la idea, a raíz del centenario de la independencia, que sería un monumento para conmemorar la gesta independentista. El monumento quedó finalizado el mismo año.
El vicepresidente Joaquín Balaguer inauguró el monumento en 1953 en su afán de esperar la culminación de otras obras emblemáticas en Santiago, como el Hotel Matum, las cuales, sin embargo, quedaron concluidas en 1954.

## Monumento a los Héroes de la Restauración
Luego de la caída de la dictadura de Rafael Leónidas Trujillo Molina, el monumento fue profanado y convertido en centro de prostitución y delincuencia. Más tarde ese mismo año y por iniciativa del diputado Mario Abréu Penzo fue proclamado el 29 de septiembre de 1961 como «Monumento a los Héroes de la Restauración».

## Los Héroes Restauradores
Entre los héroes de la Guerra de la Restauración se encuentran:
- Benigno Filomeno de Rojas
- Benito Monción
- Federico de Jesús García
- Gaspar Polanco
- Gregorio Luperón
- José Antonio Salcedo
- José María Cabral
- Lucas Evangelista Peña
- Máximo Grullon
- Pedro Antonio Pimentel
- Pedro Francisco Bono
- Ricardo Curiel
- Santiago Rodríguez
- Ulises Francisco Espaillat
- Pedro Ignacio Espaillat